# Eunicella racemosa
Eunicella racemosa is een zachte koraalsoort uit de familie Gorgoniidae. De koraalsoort komt uit het geslacht Eunicella. Eunicella racemosa werd in 1857 voor het eerst wetenschappelijk beschreven door Milne Edwards & Haime. 